# 5시부터 9시까지
《5시부터 9시까지》(일본어: 5時から9時まで 5じから9じまで[*])는 아이하라 미키의 만화 작품이다.

## 개요
《Cheese!》 (쇼가쿠칸)에서 2009년 9월호에 단편물로 게재된 후, 2010년 3월호부터 연재화되었다. 단행본은 2015년 9월 현재 기간 11권. 띠 문구는 〈아이하라 미키가 그리는·도쿄판 SEX AND THE CITY!?〉. 한 영어 회화 학교를 주요 무대로 해, 여러 사랑 모습의 진전을 군상극 형식으로 진행해간다.
《Cheese!》의 2015년 10월호에서, 영상화되는 것이 발표되어, 2015년 10월부터 12월까지 《5→9~나를 사랑한 꽃미남 스님~》의 타이틀로 텔레비전 드라마화되었다.

## 등장인물
사쿠라바 준코
영어 회화 학교의 비상근 강사. 27세.
호시카와 타카네
준코와 맞선을 본 승려. 도쿄 대학 졸업.
미시마 사토시
준코의 대학 시절 서클 동료로 친구. 27세.
모리 마사코
영어 회화 학교의 사무. 22세.
야마부치 모모에
영어 회화 학교의 강사. 28세.
아서 랑게
영어 회화 학교의 강사. 23세.
사토나카 유키
영어 회화 학교의 학생.
하치야 렌지
영어 회화 학교의 학생. 유키의 친구.
사쿠라바 네네
준코의 여동생.
호시카와 아마네
타카네의 남동생.

## 서지 정보
- 아이하라 미키 《5시부터 9시까지》 쇼가쿠칸 〈Cheese! 플라워 코믹스〉 기간 12권 (2016년 2월 현재)
  1. 2010년 6월 25일 발매, ISBN 978-4-09-133214-1
  2. 2010년 12월 24일 발매, ISBN 978-4-09-133558-6
  3. 2011년 5월 26일 발매, ISBN 978-4-09-133859-4
  4. 2012년 2월 24일 발매, ISBN 978-4-09-134196-9
  5. 2012년 8월 24일 발매, ISBN 978-4-09-134653-7
  6. 2013년 1월 25일 발매, ISBN 978-4-09-134899-9
  7. 2013년 7월 26일 발매, ISBN 978-4-09-135508-9
  8. 2014년 1월 24일 발매, ISBN 978-4-09-135814-1
  9. 2014년 8월 26일 발매, ISBN 978-4-09-136335-0
  10. 2015년 2월 26일 발매, ISBN 978-4-09-136830-0
  11. 2015년 9월 25일 발매, ISBN 978-4-09-137717-3
  12. 2016년 2월 26일 발매, ISBN 978-4-09-138298-6

## 텔레비전 드라마
《Cheese!》(쇼가쿠칸)에서 2009년 9월호에 단편물로 게재된 후, 2010년 3월호부터 연재화된 만화를 원작으로《5→9~나를 사랑한 스님~》(일본어: 5→9〜私に恋したお坊さん〜 5じから9じまで わたしにこいしたおぼうさん[*])의 타이틀로, 후지 TV 계열의 〈게츠쿠〉 시간대에서 2015년 10월 12일부터 12월 14일까지 방송되었다. 주연은 이시하라 사토미와 야마시타 토모히사.

### 캐스트
- 사쿠라바 준코 - 이시하라 사토미
- 호시카와 타카네 - 야마시타 토모히사
- 키요미야 - 타나카 케이
- 미시마 사토시 - 후루카와 유키
- 야마부치 모모에 - 타카나시 린
- 모리 마사코 - 사에코
- 키무라 아서 - 하야미 모코미치
- 하치야 렌지 - 나가츠마 레오 (쟈니즈 Jr.)
- 사쿠라바 네네 - 츠네마츠 유리
- 이노 란 - 나카무라 안
- 나하 - 테라다 코코로
- 호시카와 아마네 - 시손 쥰

### 스태프
- 원작 - 아이하라 미키
- 각본 - 코야마 쇼타, 네모토 논지
- 음악 - 데와 요시아키, 하부카 유리
- 주제가 - back number 〈크리스마스 송〉 (유니버설 뮤직)
- 음악 프로듀스 - 시다 히로히데
- 프로듀스 - 고토 히로유키
- 감독 - 히라노 신, 타니무라 마사키, 아이자와 히데유키
- 제작 - 후지 TV 드라마 제작 센터
- 제작 저작 - 후지 TV

### 방송 일자
| 각 화                                                        | 방송일           | 부제                                                        | 각본                    | 연출              | 시청률 |
| ------------------------------------------------------------ | ---------------- | ----------------------------------------------------------- | ----------------------- | ----------------- | ------ |
| 제1화                                                        | 2015년 10월 12일 | 있을 수 없는 프로포즈!?                                     | 코야마 쇼타             | 히라노 신         | 12.6%  |
| 제2화                                                        | 10월 19일        | 당신이 아니면 안 된단 말이에요! 난 절대로 떠나지 않아       | 코야마 쇼타             | 히라노 신         | 12.1%  |
| 제3화                                                        | 10월 26일        | 당신을 좋아하게 되는 일은 평생 절대로 없습니다!             | 코야마 쇼타             | 히라노 신         | 10.7%  |
| 제4화                                                        | 11월 2일         | 대파란!! 일촉즉발의 사각관계!! 금단의 비밀, 들키다          | 코야마 쇼타 네모토 논지 | 타니무라 마사키   | 11.6%  |
| 제5화                                                        | 11월 9일         | 바람직하지 않은 하룻밤!? 대파란의 사각관계에 금단의 디 엔드 | 코야마 쇼타 네모토 논지 | 아이자와 히데유키 | 11.7%  |
| 제6화                                                        | 11월 16일        | 해피 웨딩은 악몽!? 최강의 라이벌 나타나다                   | 코야마 쇼타 네모토 논지 | 히라노 신         | 10.6%  |
| 제7화                                                        | 11월 23일        | 오늘 밤 결착! 지면 끝! 러브 토너먼트 결승!                  | 코야마 쇼타 네모토 논지 | 타니무라 마사키   | 12.1%  |
| 제8화                                                        | 11월 30일        | 오늘 밤 한정! 두 사람에게 찾아오는 애절한 러브 에피소드...  | 코야마 쇼타 네모토 논지 | 아이자와 히데유키 | 11.4%  |
| 제9화                                                        | 12월 7일         | 안녕 준코 상…갈라지는 사랑, 충격의 라스트                   | 코야마 쇼타 네모토 논지 | 히라노 신         | 11.6%  |
| 최종화                                                       | 12월 14일        | 거룩한 밤에 사랑의 기적! 눈물, 눈물의 라스트 서프라이즈     | 코야마 쇼타             | 히라노 신         | 12.7%  |
| 평균 시청률 11.71% (시청률은 칸토 지구·비디오 리서치사 조사) |                  |                                                             |                         |                   |        |

- 첫회 15분 확대.

| 후지 TV 월요일 밤 9시 드라마          | 후지 TV 월요일 밤 9시 드라마                    | 후지 TV 월요일 밤 9시 드라마                                            |
| 이전 작품                             | 작품명                                          | 다음 작품                                                               |
| ------------------------------------- | ----------------------------------------------- | ----------------------------------------------------------------------- |
| 사랑하는 사이 (2015.7.20 ~ 2015.9.14) | 5→9~나를 사랑한 스님~ (2015.10.12 ~ 2015.12.14) | 언젠가 이 사랑을 떠올리면 분명 울어버릴 것 같아 (2016.1.18 ~ 2016.3.21) |